# Portugal. The Man

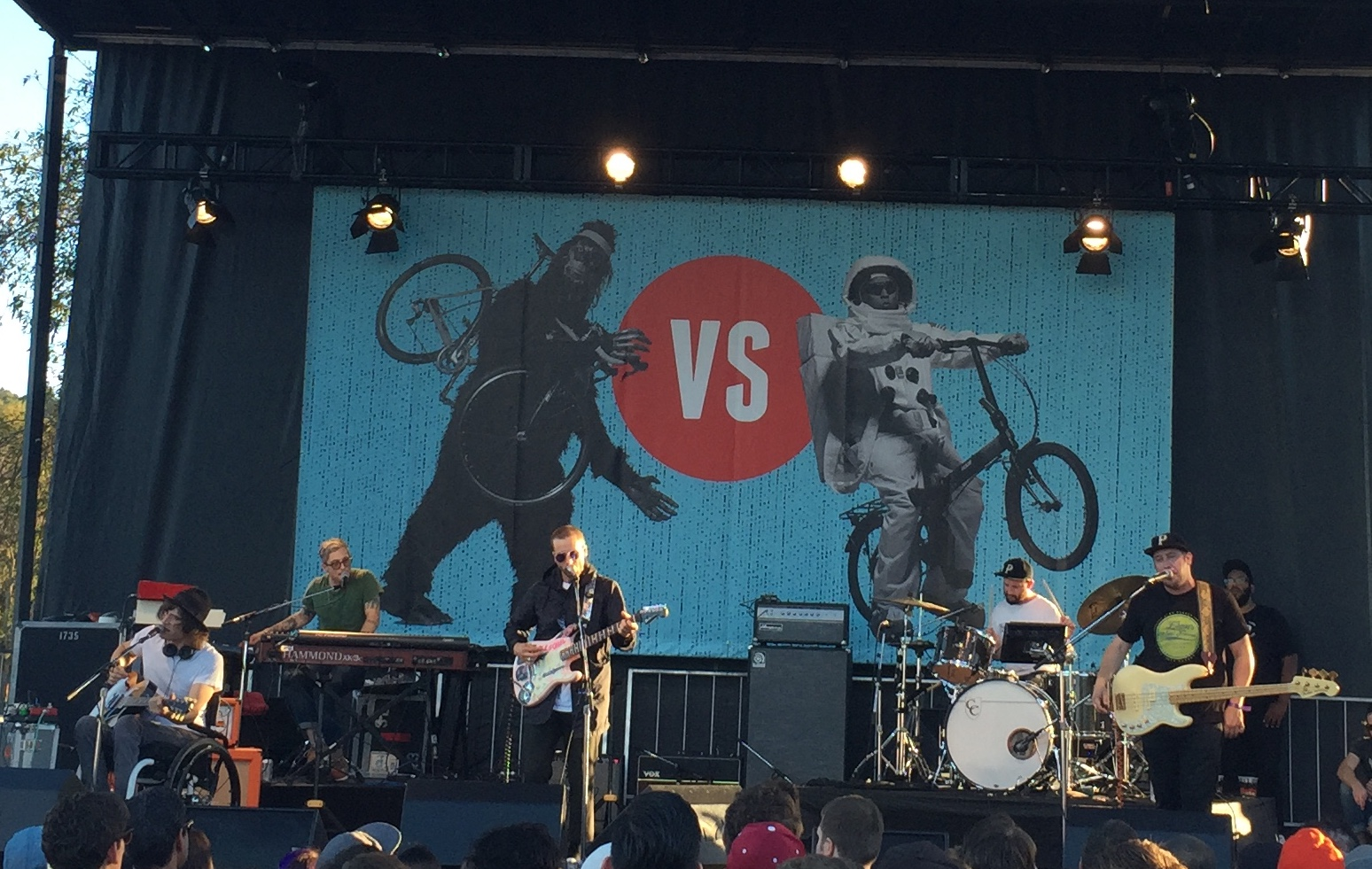
Portugal. The Man bij een concert in San Rafael, Californië op 24 september 2016

Portugal. The Man is een indieband uit Wasilla, Alaska.
De band komt voort uit Anatomy of a Ghost, waar de leden John Gourley en Zack Carothers eerder in speelden. Samen met Hubbard verhuisden ze de band naar Portland, waar drummer Sechrist zich bij de groep voegde. Door gebruik te maken van sites als MySpace en PureVolume slaagde de band erin bekendheid en een platencontract te vergaren. In 2006 kwam het debuutalbum uit.
In 2017 verscheen Woodstock; dit achtste album is vernoemd naar het festival dat Gourley's vader destijds bezocht. Gourley realiseerde zich dat muziek na bijna vijftig jaar nog altijd dezelfde functie heeft; sociaal-politieke misstanden aan de kaak stellen. De succesvolle single Feel It Still (goed voor een tiende plaats in de Nederlandse Top 40) werd bekroond met een Grammy Award.
Nummers van de band zijn gebruikt in de voetbalgame FIFA: Got It All (This Can't Be Living Now) in FIFA 12, Purple Yellow Red & Blue in FIFA 14 en Live In The Moment in FIFA 18.

## Bezetting
- John Gourley: zang, gitaar;
- Zach Carothers: basgitaar, zang;
- Wes Hubbard: keyboard, zang;
- Jason Sechrist: drums.

## Discografie

### Albums
- Waiter: "You Vultures!" (2006)
- Church Mouth (2007)
- Censored Colors (2008)
- The Satanic Satanist (2009)
- The Majestic Majesty (2009) (akoestische versie van The Satanic Satanist; alleen digitaal verkrijgbaar)
- American Ghetto (2010)
- In the Mountain in the Cloud (2011)
- Evil Friends (2013)
- Woodstock (2017)
- Chris Black Changed My Life (2023)

### Ep's en singles
- Under Waves Of The Brown Coat (ep 2005)
- Devil Say I, I Say Air (ep 2006)
- It's Complicated Being a Wizard (Single 2007)
- Feel It Still (Single 2017)

### NPO Radio 2 Top 2000
| Nummer met noteringen in de NPO Radio 2 Top 2000 | '17  | '18  |
| ------------------------------------------------ | ---- | ---- |
| Feel It Still                                    | 1962 | 1554 |

1. ↑  Een vetgedrukt getal geeft de hoogste notering aan.
2. ↑  2017 was het eerste jaar met een notering voor dit nummer.
3. ↑  Deze tabel is bijgewerkt tot en met de laatste editie (2024).